# Nixe

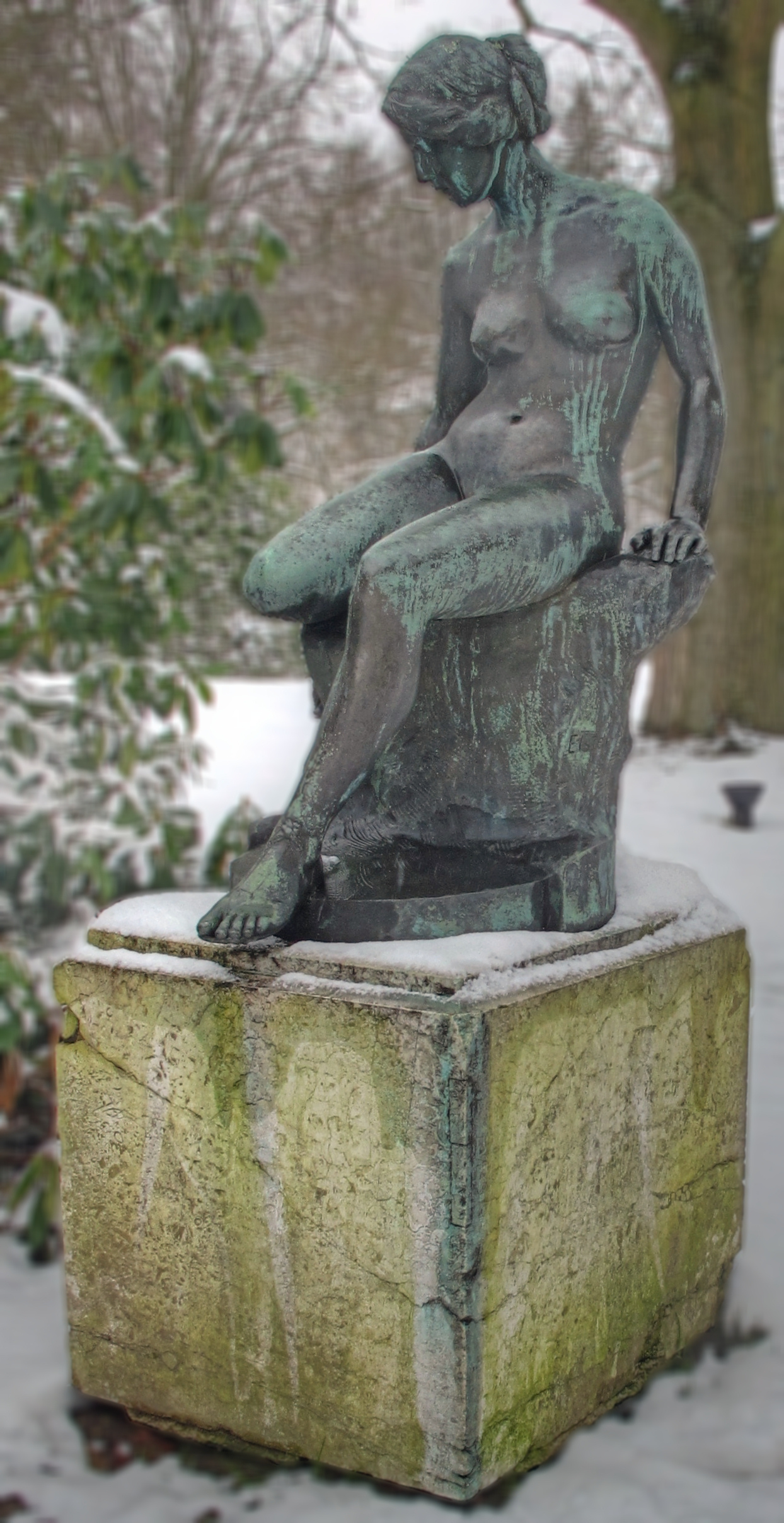
Bronzefigur einer Nixe im Kurpark Bad Brambach, um 1915 von Gottlieb Elster geschaffen

Die Nixe (IPA: [nɪksə] anhörenⓘ; Mehrzahl: Nixen) bzw. der Nix (IPA: [nɪks] anhörenⓘ; Mehrzahl: Nixe) ist eine im deutschen Sprachraum weit verbreitete Bezeichnung für einen weiblichen bzw. männlichen Wassergeist. Das Wort ist in der althochdeutschen Form nihhus/nicchus seit dem Ende des 10. Jh. belegt und hat Parallelen in vielen anderen germanischen Sprachen. Was mit „Nix(e)“ genau bezeichnet wurde und wird hängt stark vom jeweiligen zeitlichen, kulturellen und regionalen Kontext ab. Für das Verständnis der historischen Begriffsverwendungen müssen die entsprechenden Quellentexte ausgewertet werden, es dürfen nicht einfach Angaben aus jüngeren Erzählungen in die Vergangenheit hinein projiziert werden. In späteren Volkserzählungen können Nix und Nixe in menschlicher oder tierischer Gestalt auftreten und sind meist ambivalent bis negativ belegt. Erst durch ihre Rezeption in der Romantik konnte zumindest die Nixe auch positiv dargestellt werden.

## Etymologie und mittelalterliche Begriffsverwendung

### Wortformen
Das althochdeutsche Wort nihhus bzw. nicchus kommt Ende des 10. Jahrhunderts erstmals bei Notker dem Deutschen in der weiblichen Form „Nichessa“ vor. Er bezeichnet sie als eine „Limphe“, was eventuell Nymphe bedeutet, speziell die Frischwassergöttin Lympha. Jedenfalls ist bei ihm ein im Wasser lebendes weibliches Wesen gemeint. Im 11. und 12. Jahrhundert taucht „Nicchus“ auch als Glosse für Krokodil auf. Aufgrund welcher Ähnlichkeiten das Wesen und das Tier gleichgesetzt wurden, ist heute unbekannt. Ende des 13. Jahrhunderts findet sich bei Konrad von Würzburg erstmals die Form „wazzernixe“.
Die früheste Erwähnung der verwandten altenglische Form „nicor“ findet sich in zwei Texten der um 1000 entstandenen Sammelhandschrift Cottonianus Vitellius A. XV. Erstens in einem fiktiven Brief Alexanders des Großen, wo es Flusspferd bedeutet, und zweitens im Beowulfepos, wo es Grendels menschenfressende Mutter bezeichnet. Der nicor wurde also wohl in Menschen- oder Pferdegestalt vorgestellt. Der Name des südenglischen Wasserdrachens „Knucker“ geht auf „nicor“ zurück.
In Skandinavien finden sich die Formen isl./fär. „nykur“, dän. „Nøkke“, schwed. „näck“ bzw. „nick“, und daraus übernommen finn. „näkki“. Als „nykur“ taucht das Wort erstmals um 1190 auf. Ein Schimmel-gestaltiges Wesen von der Art, wie später der nykur beschrieben wird, erscheint bereits vorher in der Landnámabók. Der skandinavische Hausgeistername „Nisse“ hängt nicht mit „Nix“ zusammen, sondern ist aus dem Personennamen Nils abgeleitet.
Es existieren nur wenige Ortsnamen auf „nicchus“, darunter wohl der Fluss Neckar. Da Orte und Personen meist nur nach wohlwollenden Gottheiten benannt werden, scheint die Nixe oder der Nix schon früh als bösartiges Wesen gegolten zu haben.

### Wortherkunft
Die Etymologie wird traditionell auf ein rekonstruiertes urgerm. Wort *niqʷisî (dt. waschen, plätschern) zurückgeführt. Zu dieser Herleitung wurden auch Alternativen angeboten. Der Sprachwissenschaftler Johann Knobloch stellte 1981 die These auf, dass sich „Nick“ tatsächlich vom Heiligen Nikolaus von Myra ableite. Der Kult dieses Schutzpatrons der Seefahrer hätte sich schon früh entlang der Küsten ausgebreitet, sei dann allerdings paganisiert worden. Der Altgermanist Claude Lecouteux kritisierte diese Annahme 1984 aus mehreren Gründen, vor allem weil der Nikolauskult sich tatsächlich erst später und anders ausgebreitet habe als von Knobloch postuliert. Lecouteux selbst vertritt eine andere Etymologie: Analog zu seiner Erklärung von „hagazussa“ als hag + dusia, deutet er „nicchussa“ als nic + dusia, d. h. als „Göttin Nic“. Nic wäre dann der Name einer Göttin, der sich noch im Flussnamen „Neckar“ finde. Die Dämonisierung der Nixe müsse dementsprechend zwischen dem 4. Jahrhundert (erste Nennung des Neckar) und dem 10. oder 11. Jahrhundert (Nennung als Wasserdämon) erfolgt sein. Lecouteux stimmt Knobloch allerdings darin zu, dass es eine Verbindung zwischen Nixen und Nikolaus gäbe: Der Heilige habe die Nixen als Herr der Gewässer verdrängt, sie seien dadurch zu seinen bösen Begleitern abgesunken (vgl. Knecht Ruprecht, Krampus). Die ähnliche Vorsilbe könne diese Verbindung erleichtert haben. Keine dieser Erklärungen hat sich bisher allgemein durchsetzen können. Der Altgermanist Robert Nedoma kritisiert alle drei Vorschläge: Die Herleitung von einem Wort für waschen sei zwar formal möglich, aber unbelegt. Knobloch habe nicht konkret zeigen können, wie „Nikolaus“ zu „Nixe“ geworden sein soll. Und Lecouteuxs Herleitung über dusia sei „[g]anz haltlos“.
Das Etymologische Wörterbuch der deutschen Sprache in der aktuellen Auflage von 2011 folgt der Herleitung über ein Wort für „waschen“ – „eine Partizipialbildung zu der Wurzel (ig.) *neiqʷ - 'waschen, reinigen' in ai. nénekti, gr. nízō, air. nigid, auch l. noegēum n. 'Schweißtuch'. Die Bedeutung wäre dann 'der sich gewaschen hat'“ – weist allerdings darauf hin, dass es für diese These keinen sachlichen Beleg gibt. Als Alternative wird auf Knobloch verwiesen. Lecouteux' These einer Verbindung mit dem Nikolauskult wird für möglich erachtet. Das jüngere Duden Herkunftswörterbuch von 2020 vertritt nur die erste These einer Partizipialbildung „zu der idg. Verbalwurzel *neigu̯ 'waschen, baden'“. Das Wort „bezeichnete demnach ursprünglich ein badendes oder im Wasser plätscherndes Wesen.“

## Nix und Nixe in Volkserzählungen
„Nixe“ ist neben „Wasserfrau“ eine im deutschen Sprachraum weit verbreitete Bezeichnung für weibliche Wassergeister. Die männliche Form „Nix“ ist allerdings seltener als die Benennung „Wassermann“. In Volkserzählungen leben Nix und Nixe oft als Familie in einem Haus am Gewässergrund. Von dort aus kommen die Nixentöchter an Land und mischen sich unter die Menschen, etwa zum Einkaufen oder bei Vergnügungsveranstaltungen. Sie sind nur an ihrem nassen Kleidersaum zu erkennen. Weit verbreitet ist die Sage, der zufolge eine Gruppe Nixen sich regelmäßig unter ein abendliches Tanzfest mischt, schließlich aber doch einmal zu spät zurück nach Hause ins Wasser zurückkehren und dafür von ihrem Vater dem Nix getötet werden: Es steigt rotes Blut auf.
Die Nixe wird meist als schöne Frau von ambivalentem Charakter beschrieben: Einerseits kann sie vor Stürmen warnen oder Kinder beschenken, andererseits auch Fischer ertränken oder Kinder entführen. Verbreitet ist die Geschichte, nach der eine Nixe eine menschliche Frau als Hebamme benötigt, und diese dafür reich belohnt. Nixen können auch als Hausgeister auftreten. Der Nix dagegen ist eine weitgehend negativ konnotierte Gestalt: Ihm wird nachgesagt, gerne Kinder zu ertränken. Durch diesen Gebrauch als Kinderschreckfigur sollen Kinder von Gewässern ferngehalten werden. Der Nix bzw. Wassermann soll zudem aus sexuellem Interesse versuchen, Mädchen und Frauen zu entführen. Er fungiert nur selten als Hausgeist. Der Nix wird meist als hässlicher Mann oder als tiergestaltig beschrieben, selten als attraktiver Jüngling.

## Gelehrte Verarbeitungen
Die angebliche Sichtung einer Nixe in der Lahn 1615 generierte eine umfangreiche gelehrte und künstlerische Rezeption, die wiederum Gegenstand der wissenschaftlichen Forschung wurde.
Am 13. Oktober 1615 sei in der Lahn an der Marburger Elisabeth-Mühle eine Nixe gesehen worden. Das Wesen habe nicht wie eine Frau ausgesehen, sondern sich einem Seil bzw. einer Schlange ähnelnd fortlaufend neu aus dem Wasser gebildet.  Wer sie habe greifen wollen, dem seien die Hände erstarrt. Noch im selben Jahr veröffentlichte der Marburger Drucker Rudolf Hutwelckers einen anonymen Einblattdruck mit dem Titel Nympha Marpurgensis Lanicola, die Marpurger Wassernix. Dabei handelt es sich um ein lateinisches, in epischem Versmaß gehaltenes Lehrgedicht, in dem die Nixe sich dem Hörer vorstellt. Sie beteuert, ungefährlich zu sein und keine schlimmen Vorzeichen anzukündigen. Mit der Veröffentlichung eines solchen Nymphen-Textes wollte Hutwelcker vermutlich von den damals geführten Diskussionen über die Elementargeisterlehre des Paracelsus profitieren (Liber de Nymphis).
Eine explizite Kritik an den Paracelsisten findet sich anschließend in der 1626 erschienenen Cista medica des Johann Hornung. Hornung hatte in diese Sammlung medizinischer Traktate sowohl das Nixen-Gedicht aufgenommen, als auch drei kritische Reaktionen auf dieses von Andreas Libavius. Libavius erklärt die Sichtung naturalistisch als Fehldeutung von Gasen und Dämpfen, womit er sich sowohl gegen die dämonologische Interpretation der Theologen, als auch gegen die naturphilosophische Interpretation der Paracelsisten wandte. Mit seiner anti-paracelsischen Polemik griff Libavius vor allem die sich zu dieser Zeit formierende Rosenkreuzer-Tradition an.
Die Lahn-Nixe wurde noch bis zur Mitte des 18. Jahrhunderts in lateinischen Fachtexten debattiert. Einer breiten Öffentlichkeit wurde sie durch den dänischen Gelehrten Ole Worm bekannt, der die Angaben der Cista medica in seine 1643 erschienenen Danicorum Monumentorum libri sex übernahm. Worm hatte eine wissenschaftliche Taxonomie der „Nöcken“ bzw. „Nicken“ entworfen, und nutzte die Marburger „Wasser-Nichts“ als Beleg dafür, dass diese Wesen nicht nur im Meer, sondern auch in Flüssen vorkämen. Hans Christian Andersen zog die Monumenta Danica wohl als eine Quelle für sein 1837 erschienenes Kunstmärchen Die kleine Meerjungfrau heran. Ebenfalls im 19. Jh. wird der Sichtungsbericht in deutsche Sagensammlungen aufgenommen. So berichtet Hermann von Pfister-Schwaighusen in seiner Sammlung Sagen und Aberglaube aus Hessen und Nassau (1885) von der „Nickse“ in der Lahn. Die Brüder Grimm zogen die Werke von Hornung und Worm als Quellen für ihre Sage Nixenbrunnen (DS 56) und ihr Märchen Die Nixe im Teich (KHM 181) hinzu.
Dem Europäischen Ethnologen Siegfried Becker zufolge wurden so aus dem Druck von 1615 – neben jeweils weiteren Quellen – drei ganz unterschiedliche Werke: Erstens Andersens opulente Erzählung, die er selbst klar als Kunstmärchen verortete. Zweitens die von den Brüdern Grimm in angeblichem „Volkston“ verfassten Geschichten, die als altes und authentisches Produkt eines Volksgeistes erscheinen sollten. Und drittens die sentimental-historisierende, angebliche Volkssage Pfisters. Damit zeige sich, dass diese Nixen-Erzählungen, einschließlich des ursprünglichen Einblattdrucks, immer in zeitgenössische Diskurse und Genrekonzeptionen eingebunden sind.